# دائرة إليزي
دائرة إليزي، إحدى دوائر  ولاية إليزي الجزائرية . عاصمتها بلدية إليزي.